# Entomogramma pallescentia
Entomogramma pallescentia là một loài bướm đêm trong họ Erebidae.